# Alimodian
Alimodian (Bayan ng Alimodian) är en kommun i Filippinerna. Kommunen ligger på ön Panay, och tillhör provinsen Iloilo. Folkmängden uppgår till 31 494 invånare.

## Barangayer
Alimodian är indelat i 51 barangayer.
| - Abang-abang - Agsing - Atabay - Ba-ong - Baguingin-Lanot - Bagsakan - Bagumbayan-Ilajas - Balabago - Ban-ag - Bancal - Binalud - Bugang - Buhay - Bulod - Cabacanan Proper - Cabacanan Rizal - Cagay | - Coline - Coline-Dalag - Cunsad - Cuyad - Dalid - Dao - Gines - Ginomoy - Ingwan - Laylayan - Lico - Luan-luan - Malamhay - Malamboy-Bondolan - Mambawi - Manasa - Manduyog | - Pajo - Pianda-an Norte - Pianda-an Sur - Punong - Quinaspan - Sinamay - Sulong - Taban-Manguining - Tabug - Tarug - Tugaslon - Ubodan - Ugbo - Ulay-Bugang - Ulay-Hinablan - Umingan - Poblacion |